# Купальний костюм

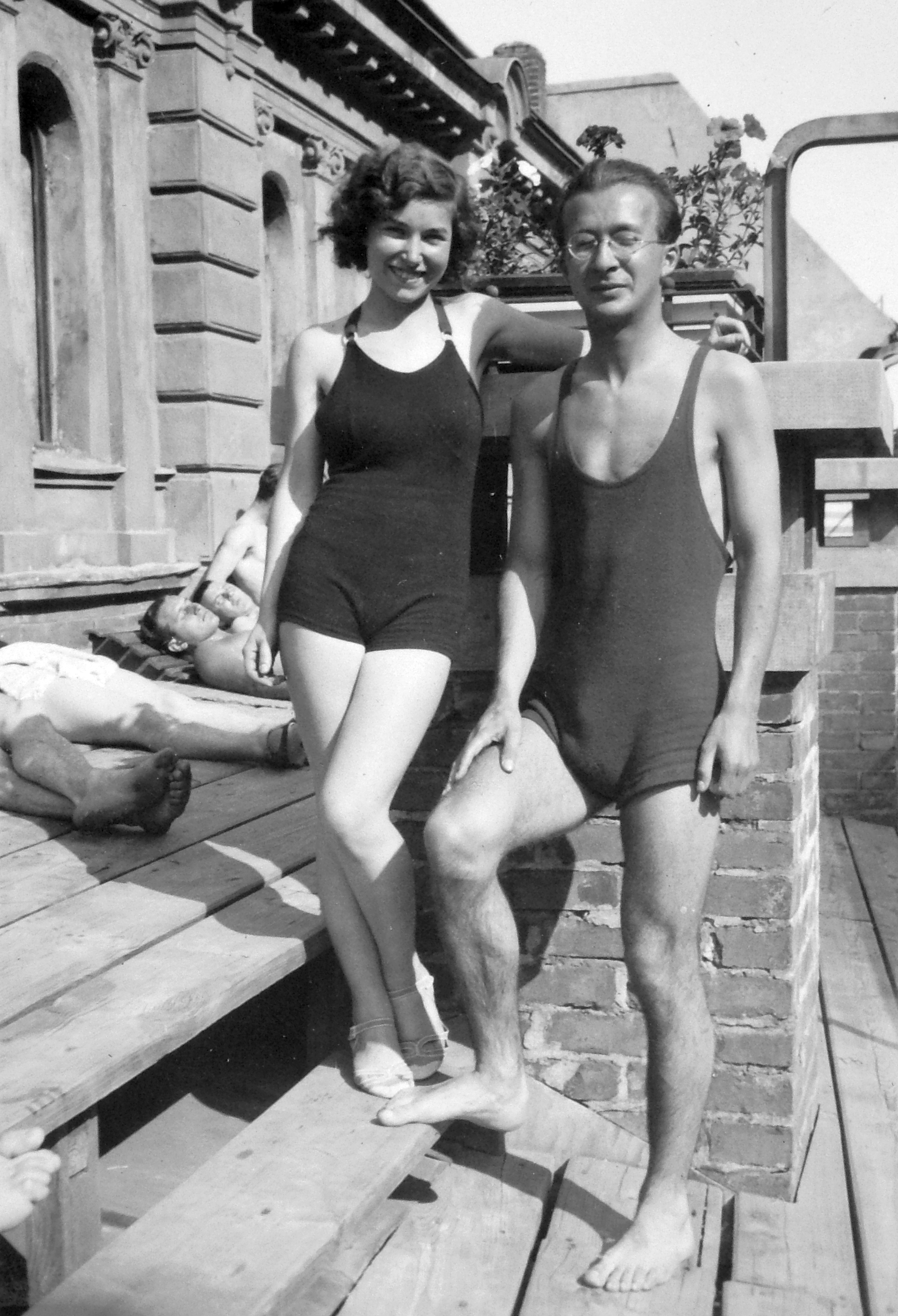
Жінка і чоловік у купальних костюмах

Жінка в купальному костюмі займається водним спортом

Купальний костюм або купальник — спеціальний одяг для купання, розваг та відпочинку біля води.
Вигляд купального костюма в конкретний історичний період залежав від того, яка мораль панувала в суспільстві.

## Історія купальника

### Давні часи та Середньовіччя
Перший прообраз сучасного купальника з'явився в Стародавній Греції. Жінок в мамміляре і трусиках зображали на старовинних фресках, а також на амфорах. В той час дами регулярно купалися в морі, так як невміння плавати прирівнювалося до безграмотності та неосвіченості.
У Стародавньому Римі патриції, їх дружини і дочки плескалися в спеціальних купальних тогах з тонкої тканини, яка нагадувала шматок довгої матерії з проймою для голови. Ходити в тозі було незручно. Після появи терм був створений купальник-строфіум, схожий на сучасний бандо: ліф його не мав застібок, а зав'язувався на вузол. Про це свідчать збережені мозаїки того часу: дівчата на фресці явно не купаються, а займаються активними видами спорту.
До початку хрестових походів публічні купання не практикувалися. Люди практично не користувалися громадськими лазнями, не було лазень і в приватних оселях. У деяких монастирях будувалися окремі приміщення для миття, а у знатних городян і панів була недозволена розкіш — балія. У XIII ст. в громадських лазнях були облаштовані парильні, в яких заборонялося спільне купання жінок та чоловіків. Аби запобігти цьому, були встановлені різні дні відвідування цього закладу, а для аристократок, які вдягалися в довгі лляні сорочки до п'ят, навіть створювалися окремі комплекси. В кінці XV ст., в зв'язку з поширенням венеричних захворювань, число громадських лазень різко скорочується.
В XVI ст. в Європі стали з'являтися перші громадські пляжі, але чоловіки та жінки як і раніше купалися окремо. Тодішні лікарі заговорили про необхідність і корисність водних процедур, створивши купальні машини для знатних дам. Такі фургони, що проіснували до початку Першої світової війни, являли собою пляжні будинки значних розмірів, коні завозили їх у воду, де жінки могли купатися подалі від чоловіків. Представниці бідних станів купалися в спідній білизні або оголеними.
Жіночий купальник того часу складався з довгої сукні, що зрідка відкривала щиколотки, під нею корсет, панталони, спідня білизна і панчохи. На голові незмінно перебував чепець, а на ногах туфлі. Плавати в такому костюмі було неможливо, тому аристократки почали носити спрощені купальники, які були далекими від зручних через те, що до подолу сукні пришивалися металічні тягарці.

### Новий час
Жіночі купальні костюми для плавання у відкритих водоймах не відрізнялися від тих, що одягалися ними для відвідування купалень. До 1670 року жінкам дозволялося перебувати оголеними в подібних місцях. Однак вже у 1687 році ситуація змінилася: всі без винятку стали з'являтися в громадських місцях для купання у спеціальних костюмах. Жіночий костюм складався із сукні з широкими рукавами з жорсткої матерії, яка при намоканні не прилипала до тіла. З тієї ж матерії шилися купальні костюми для чоловіків, які складалися зі штанів і жилетки.
З 1737 року жінкам без належного одягу заборонялося з'являтися в купальнях. Однак приписуваний правилами купальний костюм мало чим змінився. Тепер він складався зі спідниці і жакета коричневого кольору, що доповнювався солом'яним капелюхом, в який дама могла заховати носову хустинку, щоб при нагоді витерти піт з обличчя, адже в той час купальники шилися переважно з теплих тканин, зокрема із фланелі. Такий матеріал міг захистити своїх власниць від холодної води. Чоловічі костюми шилися з вовняної тканини і мали довгі рукави та штанини.
Під впливом ідей Жана-Жака Руссо і його впевненості в тому, що необхідно бути ближче до природи, стали з'являтися перші роздільні купальники. Але у Вікторіанській Англії, відомій своїми суворими звичаями, спільне купання чоловіків та жінок засуджувалося. У 1855 році там з'явилися перші пляжні кабінки для перевдягання. В цей же час у Франції з'являються чоловічі бавовняні трико, в блакитно- та червоно-білу смужку, з рукавами до ліктя і штанинами до колін.

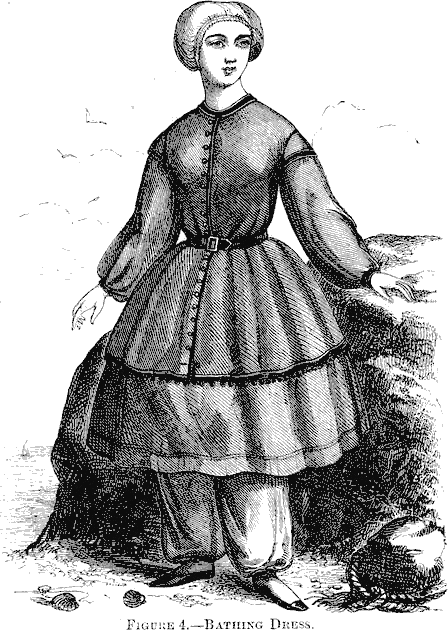
Купальний костюм 1858

На самому початку Вікторіанської епохи жінки носили туніку з поясом і панталони нижче колін (до такого вбрання додавалися чорні купальні панчохи) або довгий халат з оборками, стягнутий у шиї. Найчастіше їх шили із ситцю або саржі, прикрашали оборками та воланами. До 1860 року бавовняні і фланелеві купальні сукні були витіснені двоскладовими купальниками, верхня частина якого являла собою жакет, а нижня — довгі панталони, які повністю закривали ноги. Крім того, спеціально для купання були створені туфлі на шнурівці, які не можна було знімати навіть у водоймі.
У 1880 році була введена нова модель купального костюму «принцеса». Вона складалася зі зшитих разом блузи і штанів, а важкі нижні спідниці були замінені широкими бавовняними штанами. Також до нової моделі додавалася окрема спідниця, що спускалася нижче колін і приховувала фігуру. Очіпок або солом'яний капелюх все ще залишалися завершальним штрихом купальника.
З цього часу загальний вигляд купального костюму став поступово зменшуватись. Зміни почалися після введення короткого рукава: спочатку рукав вкоротили до ліктя, а потім відрізали. Слідом за рукавом сталася зміна й довжини штанів: тепер вони повністю відкривали щиколотки і половину литки, а найбільш сміливі купальниці навіть почали заходити у воду без взуття.

### XX століття
З настанням XX століття розпочалась «пляжна революція», чималу роль в якій зіграв розвиток спорту. Ще наприкінці XIX ст. плавання увійшло до числа олімпійських дисциплін, під час якого чоловіки вперше з'явилися на публіці у коротких трикутних плавках. Після цього сталися зміни і у жіночій пляжній моді.
Творцем першого цільного купальника вважається австралійська плавчиня Аннет Келлерман, яка у 1907 році зшила сценічний костюм на основі чоловічого трико. Костюм призначався для водного водевілю «Пірнаюча Венера», що став прообразом сучасного синхронного плавання. Купальник Келлерман вразив громадськість, а його власниця була визнана в США порушницею суспільної моралі. У 1910 році такий варіант купального костюму був офіційно прийнятий спільнотою і розпочав свою еволюцію.
У 1912 році плавчині здивували публіку своєю відвертою формою — їх купальники більше не закривали руки та ноги. Рік потому дизайнери Джон Цехнтбауер і Карл Янтцен розділили еластичний купальник на дві частини і зробили шорти з високою талією та укорочений топ. Однак, далеко не всі були готові до такого «відвертого» наряду: в солоній воді купальник втрачав свою форму і важив 3,5 кг.
Після Першої світової війни в моду увійшли трикотажні комбінезони, що дозволяли вести більш активний відпочинок на пляжі. Але тут же поспішно були встановлені точні рамки дозволеного: купальні костюми повинні були повністю закривати сідниці, а відстань від коліна до краю купальника не повинна була перевищувати шести дюймів (15 см). В той же час у багатьох штатах США був прийнятий закон, що зобов'язував жінок носити латексні купальники з панчохами.

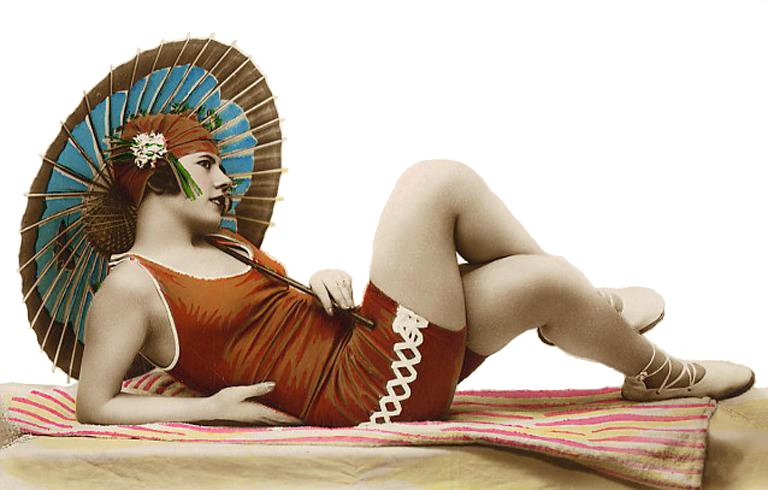
Купальний костюм 1920-х

Величезний прорив в історії купального костюму здійснила Коко Шанель, яка відважилась на публічне купання у французькому курорті Довіль. У 1922 році вона створила цільнокроєний купальник з обтягуючими шортами до середини стегна, що доповнювався купальною шапочкою, брюками і халатом. Нову моду від Шанель підхопила відома французька співачка Сюзі Солідор, яка у 1925 році з'явилася на Лазурному березі в купальнику, що повністю оголював руки та ноги. Після цього на пляжах почали виставляти патрулі, які вимірювали довжину купального костюму, і якщо вона була менше встановленої норми, модниць нещадно штрафували та виганяли з пляжу.
У 1924 році французький дизайнер Жан Пату створив купальні костюми в стилі кубізму. Прагнучи зробити тканину менш сприйнятливою до впливу морської солі і вигоряння на сонці, він вперше поділив купальники на два види. Перші призначалися для професійних занять спортом, другі — для охочих позасмагати на пляжі. У 1929 році Ельза Скіапареллі шокувала публіку роздільним купальником тілесного кольору і запатентувала купальник з прозорими бретельками та відкритою спиною із застібкою-блискавкою.
У 30-ті роки серед купальних костюмів особливої популярності набуває, так званий, «футляр» або «чохол». Вони були змодельовані за принципом корсету: зі стягуючою пов'язкою на животі і підтримуючими чашечками без бретельок. Жінки як і раніше засмагали на пляжі, в той час як чоловіки перейшли на сучасні плавки і купальні шорти.
У 1932 році модельєр Жак Хейм представив перший роздільний купальник — «Атом», що складався із ліфа та плавок зі спідничкою. Однак мода на засмагу, введена Коко Шанель, швидко зробила купальник із джерсі справжнім трендом. Того ж року чоловічий купальний костюм «топпер» також став відкритим, а тих, хто відважувався його вдягнути, заарештовували. У 1935 році американський дизайнер Клер МакКарделл вирізала боки в злитому купальнику, задня частина якого простягалася між ніг вперед і зав'язувалась на рівні пояса на манер фартука. Ця модель, прозвана «підгузником», стала офіційним попередником бікіні.
Друга світова війна вплинула на всі сфери життя людства, зокрема й на моду. У 1942 році, аби знизити дефіцит бавовни, шовку і вовни, Рада з військового виробництва США постановила скоротити використання натуральних волокон у пляжному одязі. Щоб виконати розпорядження, виробники купальників придумали двосекційні моделі, які складалися з високих трусів, що закривають пупок, і бюстгальтерів на широких бретельках з високою спинкою.
Пляжна мода 40-х років демонструє спробу змінити купальні сукні на роздільний купальник, який складався із окремого ліфа з бантом і високих трусів зі шнурівкою по боках. У травні 1946 року в Каннах Жак Хейм в одному з місцевих пляжних магазинів шокував публіку роздільним купальником, для демонстрації якого він найняв рекламний літак. Своїм димом він виводив у повітрі напис «Найменший купальний костюм», який з'являвся перед популярними курортами.
5 липня 1946 року французький інженер-механік Луї Реар представив ще більш мінімалістичний купальник, відомий сьогодні як «бікіні». Наряд був настільки відвертим, що професійні моделі відмовилися вийти в ньому на подіум. В результаті моделлю стала 19-річна Мішель Бернардіні — танцівниця еротичних танців в Casino de Paris. Прем'єра купальника відбулася в паризькому басейні Молітор, після якої Бернардіні отримала 50 тисяч запрошень на побачення і сотні пропозицій руки та серця.
На початку 50-х років не тільки на подіумі, але й на пляжі панував жіночний силует Крістіана Діора, тому модельєри знову повернулися до силуету з тонкою талією, пишними стегнами і грудьми. Для цього був необхідний корсет, і тоді було вирішено вшивати пояс-корсет в купальник. Купальні сукні з латексу були досить зручними і добре прилягали за рахунок правильного крою. У 1959 році було винайдено синтетичне волокно «спандекс», яке відчутно полегшило купальник і збільшило обтягування жіночих форм.
У 1960-х роках в Європі та Америці відбулася сексуальна революція, під час якої з'явилися купальники з нейлоном і лайкрою. Перевага цього винаходу полягала в тому, що стало можливим створювати купальні костюми будь-яких фасонів. На відміну від трикотажних і вовняних купальників, вони не втрачали форму при намоканні, миттєво висихали і довше зберігали колір.
У 1964 році американський модельєр Руді Гернрайх запатентував купальний костюм — монокіні. Перше монокіні Гернрайха нагадувало цільний купальник, обрізаний під відкритими грудьми, і мав дві тонких бретельки. Ідея, на відміну від назви, не прижилася: жінки, які хотіли засмагати топлес, робили це, надягаючи тільки плавки, а виробники стали продавати частини купальника окремо. Однак дизайнер на цьому не зупинився і у 1985 році представив труси-пубікіні з вирізом в області лобка.
В цей же час повернулася мода на природні форми тіла, а разом з нею й на купальники без чашечок і додаткових підкладок у ліфі. Попитом користуються купальні костюми з високим вирізом на стегнах, а також цільні купальники, які прикривають груди двома бретельками. Завдяки тому, що купальник «пландж» візуально подовжує ноги, ця модель популярна й до сьогодні. У 1988 році у Москві відбувся Перший Всесоюзний конкурс краси, де претендентки дефілювали в обтягуючих купальниках.
Наприкінці XX ст. мода на купальні костюми змінюється все швидше: злиті купальники знову конкурують з бікіні і відображають гламур та порношик.

## Сучасні купальники
Жіночий купальник може бути як закритим (цільним), так і відкритим (роздільним). Також існують комбіновані моделі, у яких присутні вирізи по боках та/або на животі, а ліф із плавками з'єднаний декоративними або тканинними елементами. Залежно від модних тенденцій, купальники можуть дещо видозмінюватись за довжиною, кроєм та посадкою. У 2004 році австралійка ліванського походження Ахеда Занетті створила купальний костюм для мусульманок — буркіні, який закриває усе тіло і залишає на видноті лише обличчя, долоні та стопи. Через те, що даний тип купальника має специфічний багатошаровий фасон, для його виробництва використовуються швидковисихаючі тканини.
Після виходу у 2006 році фільму «Борат» стали популярними манкіні — чоловічі купальники, які за формою нагадують «рогатку» або «підвіску». Вони набули популярності завдяки актору Саші Коену та його персонажу Борату після виходу стрічки «Борат: культурні дослідження Америки на користь славної держави Казахстан». Особливо популярні кольори «отруйних» відтінків жовтого, салатового або рожевого кольорів. Матеріал трикутного переду трусів розходиться на дві смуги, частково або майже повністю закриваючи груди, і з'єднується в одну смугу на спині.
В останні роки стали з'являтися спеціальні купальні костюми для православних жінок. До їх складу входить спортивне трико, укорочені брюки й довга туніка. Сучасні купальники часто бувають двошаровими, а їх моделі коливаються від максимально закритих до майже повністю відкритих і відрізняються за ліфом та формою плавок.
Якщо звичайні купальні костюми приділяють набагато більше уваги естетичній стороні питання, то спортивні купальники переслідують зовсім іншу мету. В даний час виробники професійного спортивного одягу вдаються до різних хитрощів, що дозволяють зменшувати тертя, лобовий опір та інші складнощі, що заважають атлету наблизитися до мети швидше за усіх. Також інженери різних фірм б'ються над спробою створити новий, особливий матеріал, що імітує шкіру морських мешканців, зокрема акул.

## Водні види спорту
У водних видах спорту учасники виступають у костюмах, які прийнято називати плавальними. Якість і форма плавального костюма має особливо велике значення у змагання з плавання. У 2008 році фірма Speedo представила новий плавальний костюм з поліуретану Speedo LZR Racer. За неповний рік було побито більше 100 світових рекордів. Міжнародна федерація плавання (ФІНА) внесла зміни у правила змагань з плавання, за яким можна використовувати тільки текстильні плавальні костюми.

## Різновиди сучасних купальників
| Фото | Назва                                  | Опис                                                                     |
| ---- | -------------------------------------- | ------------------------------------------------------------------------ |
|      | Суцільний купальник                    | Купальник, який являє собою одне ціле.                                   |
|      | Бікіні                                 | Різновид жіночого роздільного купальника, що складається з верху і низу. |
|      | Бікіні-стрінги або екстремальне бікіні | Максимально відкрита модель бікіні.                                      |
|      | Буркіні або бодікіні                   | Мусульманський купальний костюм.                                         |
|      | Манкіні                                | Чоловічий варіант бікіні.                                                |